# Ignaciano
Ignaciano /prema gradu San Ignacio/, jedna od dvije skupine Moxo Indijanaca iz Bolivije, kulturno srodni skupini Trinitario, ali različitih jezika. Oko 4,500 govornika (2000 SIL) u departmanu Beni. 
Glavno im je središte gradić San Ignacio de Moxos ili San Ignacio, glavni grad provincije Moxos, po kojemu su i dobili ime. U kontakt s Europljanima dolaze možda još 1595. kada je stigao isusovac Jerónimo de Andión, ali prve misionarske zajednice utemeljit će oko 80 godina kasnije Pedro Marbán, Cipriano Barace i José del Castillo, to je El Pueblo de Nuestra Señora de Loreto (1682). San Ignacio će već 1689. utemeljiti isusovci Antonio de Orellana, Juan del Espejo i Alvaro de Mendoza.